# Maria Tsiartsiani
 Maria Tsiartsiani em grego:Μαρία Τσιαρτσίανη ;(Tessalônica, 21 de outubro de 1980) é uma ex-jogadora de vôlei de praia grega medalhista de prata no Campeonato Europeu de 2012 na Holanda.

## Carreira
No cenário internacional estreava na etapa Challenger em Xylokastro no ano de 2000 ao lado de Maria Lazaridou e com esta disutouo Campeonato Eurpeu Sub-23 em San Marino.Na etapa Challenger em Xylokastro 	 de 2001 esteve competindo com Chara Sakkoula e no circuito mundial de 2002 disputou os Abertos de Gstaad, Madrid e Rodes com Polyxeni Kitsou.
A partir de 2003 passa a jogar Ekaterini Nikolaidou e conseguiram o quinto lugar no Aberto de Osaka ainda jogou Campeonato Mundial de 2003 no Rio de Janeiro.No ano de 2004, a dupla terminou em nono lugar no Campeonato Europeu de 2004 em Timmendorfer Strand e mesmo resultado no Aberto de Xangai.
Na temporada de 2005  muda de parceria, e forma dupla com Efthalia Koutroumanidou, obtendo no circuito mundial o quinto lugar em Osaka e São Petersburgo, obteve com ela o nono posto no Campeonato do Mundo de Berlim e conquistaram medalha de prata no Aberto de Espinho e o bronze no Aberto de Bali. Em 2006 tiveram  como melhores desempenhos o nono lugar nos Abertos de Cidade do Cabo e Atenas, mesmo resultado no Grand Slam de Paris.
Na jornada de 2007 estiveram juntas no circuito mundial e terminaram em quarto lugar no Aberto de Marselha, em quinto lugar em Osaka e  em nono no de São Petersburgo, participaram do Campeonato Mundial em Gstaad  e finalizaram no décimo sétimo posto.Estiveram atuando juntas no Campeonato Europeu de 2008 em Hamburgo e terminaram em nono lugar.
Com Vassiliki Arvaniti esteve no Mundial de 2009  em Stavanger terminando em nono lugar e obtiveram a segudo lugar o Grand Slam de Marselha.No Campeonao Europeu de 2010 em Berlim finalizaram em nono  o circuito mundial o melhor resultado foi o sétimo lugar em Haia.No Mundial de 2011 em Roma conquistaram o décimo sétimo posto e o quinto lugar no Grand Slam de Stavanger e no Aberto de Haia. 
No Campeonato Europeu de Voleibol de Praia de 2012 realizado  em Scheveningen, Haia, conquistou a medalha de prata ao lado de Vassiliki Arvaniti e o quinto no Aberto de Bangsaen.
Ao lado de Efthalia Koutroumanidou representou seu país  os Jogos Olímpicos de Verão de 2008 e terminaram o nono lugar e  décimo nono nos Jogos Olímpicos de Verão de 2012 ao lado de Vassiliki Arvaniti. Em 2014 casa-se com ex-jogador e treinador alemão Christoph Dieckmann, depois de inatividade e 2013, retoma com Vassiliki Arvaniti no circuito mundial de 2014 terminam  no quarto lugar no Aberto de Xiamen e compete apenas na jornada de 2015.

## Títulos e resultados
- Aberto de Marselha do Circuito Mundial de Vôlei de Praia de 2009
- Aberto de Espinho do Circuito Mundial de Vôlei de Praia de 2005
- Aberto de Bali do Circuito Mundial de Vôlei de Praia de 2005
- Aberto de Xiamen do Circuito Mundial de Vôlei de Praia de 2005